# しろくまベルスターズ♪
『しろくまベルスターズ♪』（繁: 白熊鈴星群♪）は、株式会社ウィル（現ウィルプラス）のゲームブランドPULLTOPより2009年12月11日に発売された18禁恋愛アドベンチャーゲーム。クリスマスにプレゼントを配るサンタクロースが職業として成立しているファンタジーの世界で、「幸せの循環」をテーマに据え、トナカイ役の主人公とサンタ役の少女達の交友と成長を描いた作品である。
2012年7月26日には、PlayStation Portableにコンシューマー移植された『しろくまベルスターズ♪ ハッピーホリデーズ！』がBOOST ONより発売された。新たなストーリーやイベントCGが追加されている。

## 歴史
- 2009年
  - 8月14日 - キャラクターソングCD『ジングルベルスターズ♪』発売（コミックマーケット76）。
  - 9月25日 - 『コミックハイ!』誌上で漫画連載開始。
  - 12月11日 - Windows版『しろくまベルスターズ♪』発売（11月27日から延期[9]）。
- 2010年
  - 4月28日 - ビジュアルファンブック発売。
  - 7月15日 - 『しろくまベルスターズ♪ おもちゃぱにっく』発売。
  - 9月10日 - 『しろくまベルスターズ♪ くまっく騒動』発売。
- 2011年12月24日 - 繁体字中国語版が発売（発売元は未来数位）。
- 2012年
  - 7月26日 - PlayStation Portable版『しろくまベルスターズ♪ ハッピーホリデーズ』発売（発売元はBOOST ON）。
  - 10月26日 - 『PULLTOP PLEASANT PACK01』発売た[10][注 3]。
- 2018年4月27日 - 『PULLTOP 15th X 15タイトル プレミアムアニバーサリーパック』発売。

2010年8月より本作を含む株式会社ウィルのアダルトゲーム事業は株式会社ウィルプラスに引き継がれている（ウィルプラスの項を参照）。

## システム
本作は、マウスクリックなどでテキストを読み進め、途中表示される選択肢から主人公（中井冬馬）の行動を選んでいくことで物語が分岐・進行する、オーソドックスな恋愛アドベンチャーゲームである。マルチエンディング形式で、いわゆる攻略可能なヒロインは4人。物語の期間は10月ごろからクリスマスまでの約3か月であり、前作『遥かに仰ぎ、麗しの（かにしの）』に引き続いて話数制を採用している。
| 話       | 星名ななみ               | 月守りりか             | 柊ノ木硯               | 鰐口きらら                    |
| -------- | ------------------------ | ---------------------- | ---------------------- | ----------------------------- |
| Prologue | Last Christmas           | Last Christmas         | Last Christmas         | Last Christmas                |
| 第01話   | サンタが町にやってきた   | サンタが町にやってきた | サンタが町にやってきた | サンタが町にやってきた        |
| 第02話   | ハローメイト！           | ハローメイト！         | ハローメイト！         | ハローメイト！                |
| 第03話   | あらののはてに           | あらののはてに         | あらののはてに         | HELP!                         |
| 第04話   | The First Noel           | master of shooting     | 前途、山あり谷あり     | Tell Me What You See          |
| 第05話   | しっぱいのせいこう       | may I help you?        | すれ違いと思い違い     | LET IT BE                     |
| 第06話   | Sleigh Ride              | soup up                | 手を取り合って         | I Want to Tell You            |
| 第07話   | あしたははれる           | keep on the beat       | 素顔をさらして         | MAGICAL MYSTERY TOUR          |
| 第08話   | Run Capella Run          | advantage love         | カクシテイルモノ       | Lucy in the Sky with Diamonds |
| 第09話   | 星に願いを               | coward!                | 少女の重荷             | I Wanna Be Your Man           |
| 第10話   | あかりを灯そう           | outride a crisis       | 柊ノ木硯の迷走         | I Want You                    |
| 第11話   | Let it Snow              | sigh and tear          | 支えるもの             | You Can't Do That             |
| 第12話   | さやかに星はきらめき     | love potion no.2       | Make a wish            | ALL together Now              |
| 第13話   | ウィンターワンダーランド | final take off         | 過去を越えて           | —                             |
| Epilogue | Joy to the World         | japanese smile         | 千里の道も一歩から     | Ob-La-Di, Ob-La-Da            |
| 最終話   | Driving For Fairytale    | Driving For Fairytale  | Driving For Fairytale  | Driving For Fairytale         |

## ストーリー

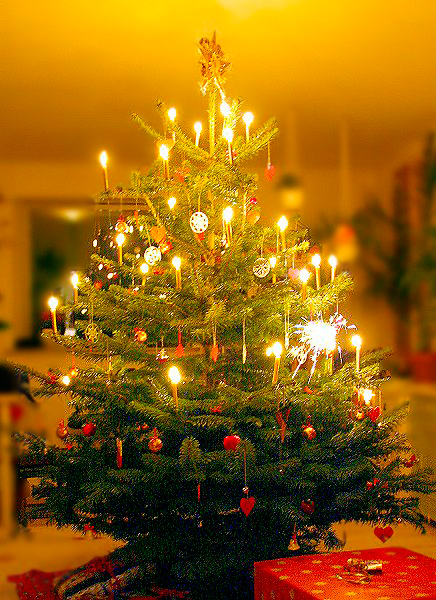
現実世界のクリスマスツリー。

冬馬はサンタを運ぶソリを牽引するマシン「セルヴィ」を駆る若手トナカイ。新人サンタのななみとペアとなり、クリスマスイブの夜にプレゼントを配るため「しろくま町」へやってきた。任務は無事に果たしたものの、りりかとジェラルドの挑発に乗ってセルヴィを暴走させた挙げ句、接触事故を起こして地上へ墜落。壊れたセルヴィを直すまで帰れなくなってしまった。それから10ヶ月後、セルヴィが直らないまま、冬馬は本部からの指令でしろくま町支部に配属され、街外れのツリーハウスでサンタ達と共同生活をすることに。次のクリスマスイブまでの生活と訓練をロードスター（支部長）が評価し、結果によってはサンタとトナカイのペアのシャッフルもあるという。イブに向けて冬馬とサンタ達の訓練とドタバタの日々が始まる。

## 登場人物

### 主人公
中井 冬馬（なかい とうま）
本作の主人公。新人トナカイで、愛機（セルヴィ）は師匠譲りのカペラ。かつてスロバキアでサンタの師匠から手ほどきを受け、その後屋久島のサンタ学校で学んだ。仕事には真面目で、飛行の腕は確かだが運転は荒っぽい。トナカイのトップチーム「八大トナカイ」になることを目標にしている。
前年のクリスマスにセルヴィの接触事故でしろくま町へ墜落し、10ヶ月後に本部からの指令でしろくま町支部へ所属することになった。街外れのツリーハウスで、ななみ、りりか、硯のサンタ3人と共同生活を始め、成り行きでサンタ達の保護者役、およびツリーの下のログハウスで経営する「きのした玩具店」の店長（代理）にもなってしまう。自由気ままなトナカイには荷が重い責任に、毎日四苦八苦している。

### ヒロイン
星名 ななみ（ほしな ななみ）
声 : 羽鳥空
冬馬とペアの新人サンタ。ユール・ログ（サンタが操る道具）は杖の「わくわくロッド」。冬馬とは屋久島のサンタ学校で同級生だった。脳天気でいつも前向きな性格で、誰とでもすぐ仲良くなれるが、どこか抜けていて行動力が空回りしてしまうことも多い。大食らいで、特にケーキなどの甘い物が大好きで、飛行中でも「心の安定剤」だとよく食べている。マイナーなぬいぐるみが好きで、部屋は集めたぬいぐるみで埋まっている。
月守 りりか（つきもり りりか）
声 : 有栖川みや美
元ニューヨーク本部所属で「スペシャルシューティングスター」と呼ばれたエースサンタ。ユール・ログは二丁拳銃の「ハイパー・ジングルブラスター」。ジェラルドと共に助っ人として日本へ呼ばれ、その後しろくま町支部へ異動した。サンタとしての能力は天才的で、プライドが高く仕切り屋な一方、早とちりで朝に弱い。レトロゲーム、特にシューティングゲームが大好き。
柊ノ木 硯（ひいのき すずり）
声 : 七原ことみ
サンタ先生とペアの新人サンタ。ユール・ログは弓の「サジタリウス」。九頭竜川支部からしろくま町へ異動してきた。おもちゃメーカー「ホリーズ」の社長令嬢で、真面目で礼儀正しい。きのした玩具店の在庫整理など細かい作業が得意だが、引っ込み思案で他人とのコミュニケーションは苦手。料理が得意で、ツリーハウスではみんなの食事作りを担うも、その育ちのせいかバカ高い食材を使ってしまったりする。
鰐口 きらら（わにぐち きらら）
声 : 榊るな
冬馬やサンタ達が住むツリーハウスの大家代理。自分の名字「鰐口」が嫌いで、周囲には「きらら」と下の名前で呼ばせている。世話好きで冬馬達やツリーハウスの面倒をあれこれ見ており、生まれ育ったしろくま町にも愛着を持っている。しろくま町役場を目指して就職浪人中だが勉強は嫌いで、よく家を抜け出しては家庭教師の羽衣に捕獲されている。一般人なので、サンタやトナカイ、ツリーやルミナなどのことは何も知らない。

### サブキャラクター
サンタ先生
声 : 井村屋ほのか
マスターサンタで、本名は「三田 蒔絵」（みた まきえ）だが、サンタ学校で非常勤講師を務めていたため、周囲には「サンタ先生」と呼ばれている。硯の師匠で、セルヴィ「シリウス」に乗ってトナカイも務める両刀使い。いつものんびりと気楽（悪く言えばグータラ）で、すぐにパニックする硯を押さえている。しろくま町支部ではロードスターの補佐役も務めている。年齢の話題は怒りに触れるのでタブー。
ジェラルド・ラブリオーラ
声 : prof.紫龍
りりかと共にニューヨーク本部からしろくま町支部へ赴任したトナカイ。イタリアのシチリア島出身でキザな伊達男。女好きだが「熟女専門」で、サンタ先生や町の酒場「ネーヴェ」のマダムに始終言い寄っては撃退されている。「暴れ鹿」の異名を持ち、真紅の最新型セルヴィ「ベテルギウス」を駆る。
サー・アルフレッド・キング
声 : 土師孝也
しろくま町の支部長（ロードスター）。サンタの世界では有名な英国紳士で、表向きの顔の福祉事業により英国王室から「ナイト」の称号を与えられている。サンタ達の管理や教育はスパルタ。大の日本かぶれで、武者修行のような厳しい訓練をサンタ達に施している。
七瀬 透（ななせ とおる）
声 : 遠山枝里子
サー・アルフレッド・キングの補佐や伝令を務めるキャロルで、冬馬のカペラの修理や、きのした玩具店の帳簿整理なども手伝っている。見た目は少年だが勤勉なしっかり者で、その分細かい事にも口うるさい。女性に関してはオクテで、開けっぴろげなサンタ達に時折戸惑っている。
サンダース
声 : 如月葵
冬馬の師匠のサンタが飼うトリ。冬馬とはスロバキア時代からの長い付き合いで、会話が通じる。親は七面鳥だが、朝に「コケコッコー」と鳴いて冬馬を起こすこともあり、いろいろ謎なトリ。ツリーハウス天辺の「天狗部屋」を根城にし、しろくま町中を出歩いて野良猫やカラスなどを従えつつ縄張り拡張に余念が無い。
更級 つぐ美（さらしな つぐみ）
声 : 天川みるく
ジャーナリストを目指す学生で、地元の新聞社「しろくま日報」の嘱託記者として、記事を売りこんで小遣いを稼いでいる。きららとは学校の先輩・後輩の関係。クールな観察眼と判断力を持ち、サンタ達の周囲で不思議な現象を何度か目撃したため、怪しんであれこれ調べている。いつも持ち歩いているカメラは祖父の形見。
八重原 さつき（やえはら さつき）
声 : 五行なずな
しろくま町のニュータウンに住む。「しろくま日報」の新聞配達のバイトをしており、早寝早起きが身上。背が小さく、周囲から子ども扱いされることをかなり気にしている。硯とは小学校時代の友達で、久々に再会した。
神賀浦 羽衣（かみがうら うい）
声 : 遠野そよぎ
きららの家庭教師で、自称「血の繋がらない姉」。身体が弱く、性格もおっとりしているが、家庭教師としては優秀。勉強のためにきららをよく捕獲して無理矢理引っ張っていく。
鰐口 みすず（わにぐち みすず）
声 : このかなみ
きららの祖母で、ツリーハウスの大家。毒舌で厳しい大家として恐れられており、きのした玩具店の様子を抜き打ちでチェックしにやってくる。町の裏通り・ほらあなマーケットの店を中心に構成された「ほらあな商店会」の会長も務めている。
春日 進（かすが すすむ）
声 : 柴原遥
ほらあなマーケットにある春日ペンキ店の店主。きのした玩具店の看板作りを担当した。人当たりが良い人物だがものすごい鉄道マニアで、「それはそうと」と鉄道の話を始めると止まらなくなる。『ゆのはな』に登場する軍艦マニアの春日尚樹とは従兄弟の関係。
悠木 アイ（ゆうき あい）
声 : 北都南
ニュータウンの高台にある星野平小学校に通う女の子。礼儀正しくはきはきしているが、いろいろ意味深な言葉を発する。
星名 七香（ほしな ななか）
声 : 佐本二厘
ななみの母親。星名家は代々サンタの名門で、祖母のナミは日本初の女性サンタだったが、七香はななみが小さい頃にサンタを辞めて家を出てしまっている。

## 世界観・用語

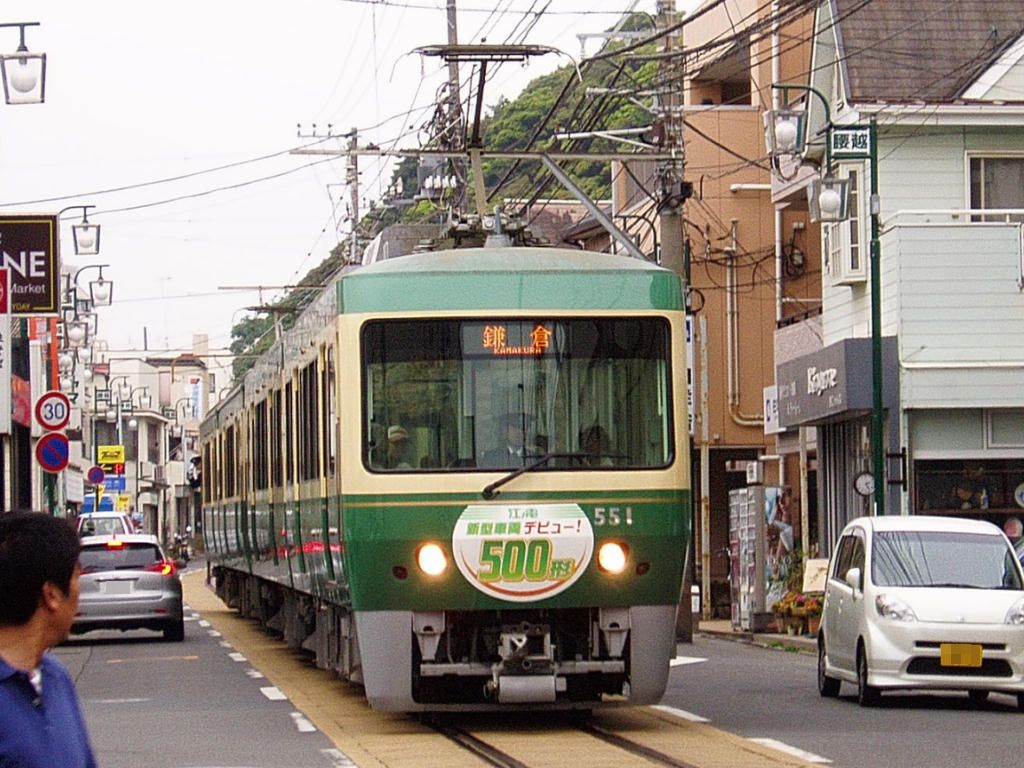
現実世界の複数の街がモデルとなっている。鎌倉はそのひとつ。

しろくま町
本作品の舞台。南をしろくま湾、北を白波山に挟まれた観光と漁業の町で、人口3万8千人。明治時代に外国人が大量に移住して「異人の町」と呼ばれ、今でも外国人が多い。市街には路面電車のしろくま電鉄・通称「くま電」が走っている。町のシンボルの逆立ちした白熊は、かつて町の動物園にいた白熊「くまっく」をモチーフにしている。クリスマスイブには「氷灯祭」が行われ、城址公園や市街各所に多数の氷のランタンが灯される。『ゆのはな』の舞台・ゆのはな町とは姉妹都市。
ツリーハウス
冬馬とサンタ3人の共同生活の場。しろくま町の街外れの樅の森にある。巨大なツリーの枝に各人の個室があり、根元にはログハウスの母屋が建つ。明治時代にしろくま町へやってきた外国人と地元民が協力して建てた古い建物だが、支部の手配で改装されて中身は綺麗になっている。母屋はキッチン・リビング・風呂などの共同スペースの他、きのした玩具店のフロアとして使われ、地下は在庫のおもちゃの倉庫とセルヴィの格納庫になっている。
サンタ
クリスマスイブの夜、トナカイと共に空を飛びプレゼントを配るのが仕事。ソリで高速に飛行しつつ、ユール・ログ（ツリーの枝で作られた道具）を操って配達先の家の靴下を狙いルミナを射ち出す。（ルミナがその人に必要なプレゼントを届ける）。本来はクリスマスの朝までに配り終えれば仕事は成功だが、イブの内（23:59まで）に仕事を終えるのがサンタのプライド。その年最高のサンタには「サンタ・オブ・ザ・イヤー」の称号が贈られる。
サンタはルミナを視認して操る能力を持つが、その他は普通の人間と変わらない。ひげもじゃの正統派ベテランサンタもいるが、しろくま町支部にはなぜか美少女の若手サンタばかりが集まった。たいがいはおもちゃ好きでパーティー好きな性格。クリスマス以外の時期は訓練や副業に勤しんでおり、着任した土地の人々との触れ合いも重要な仕事。
トナカイ
サンタとペアになり、ソリを牽引するセルヴィを操るパイロット。大気中のルミナの流れを捉えて飛行する。酒好きで自由気ままなタイプが多く、トナカイ同士は先輩・後輩でもざっくばらんに話すのがマナーだが、組織の上司であるサンタの命令には従わなければならない。世界で最高の技術を持ったトップチームは「八大トナカイ」と呼ばれ、冬馬の目標になっている。八大トナカイの上に立つ最高のトナカイに贈られる称号は「赤鼻のルドルフ」。
キャロル
サンタやトナカイの補佐役。基本的にサンタの見習いやOBが務め、道具のメンテナンスやルミナの観測などに従事する。しろくま町支部では透がキャロルとして、ロードスターやツリーハウスのサンタ達を補佐している。
ロードスター
支部を束ねる長のサンタ。しろくま町支部のロードスターは、サー・アルフレッド・キングが務める。サンタ達の教育指導・管理の他、ルミナの動向調査やイブの配達ルート準備などの様々な業務を担う。人々のサンタへのプレゼントリクエストは、ツリーと深く感応できるロードスターがルミナの流れを通じて読み取り、リストとしてサンタ達へ渡される。
ノエル
サンタやトナカイが属する組織全体の呼称。一般のサンタやトナカイの上にマスターサンタやロードスター、その上に長老達がいる。世界各地に支部があり、サンタやトナカイは人事異動で各支部を回る。しろくま町支部は日本で5番目に設置された支部で、15年前に一度解散したが、今年になって再結成された。現在はななみ＆冬馬、りりか＆ジェラルド、硯＆サンタ先生の3チームが所属している。支給される給料が安いため、サンタやトナカイは生活費を副業で稼ぐのが一般的で、しろくま町支部ではおもちゃショップ「きのした玩具店」を経営することになった。（ちなみに屋久島支部ではおみやげ屋、ニューヨーク本部ではピザの宅配をしている）。
セルヴィ
サンタが乗るソリを牽引して飛行するマシン。大気中から取り込んだルミナをいったんタンクに貯蔵し、星石（スター）を内蔵した同調機（ハーモナイザー）を通して結晶化、さらに反射機（リフレクター）で推進力に変換して航行する。後方のソリとも、サンタとセルヴィが流すルミナをトラクタービームとして結合する。冬馬の愛機「カペラ」は軽い機体で小回りが利くが、かなりの旧機種で保守パーツがもう無いためカスタムパーツが大量に組み込まれており、もはや別物になっている。現在の主力機はサンタ先生が乗る”白い雌鹿”こと「シリウス」で、安定性が良く扱いやすいのがウリ。ジェラルドが操る「ベテルギウス」は、リフレクターを2基搭載するハイパワーな最新鋭機。
ツリー
それぞれの土地に存在し、ルミナの発生源となる。セルヴィはツリーから発せられるルミナの流れに沿い、エネルギーを得ながら飛行する。ルミナに沿ったコースを飛んでいる限り、サンタやトナカイの姿が人間に見られることはない。（コース外ではセルヴィからシールドを張って身を隠すこともできるが、タンク内のルミナを大量に消費する）。しろくま町のツリーは冬馬達が住むツリーハウスの大木だが、発するルミナは不安定で、ルミナの道がずれたり、途中で消えてしまうこともある。
ルミナ
ツリーから発せられ、大気中を流れる光の粒子で、サンタだけが見ることができる。（トナカイはゴーグルを通すと見られる）。サンタの力やセルヴィの動力の源。クリスマス4週間前からのアドベント（降誕節）にはルミナの活動が活発となり、イブの夜には一番輝きを増す。ルミナやツリーに関してはまだ謎が多く、ノエルでもその全容は把握できていない。

## スタッフ
（出典：）
- 原画・キャラクターデザイン - 藤原々々
- 企画・シナリオ - J・さいろー（共通・ななみ・りりかルート）
- シナリオ - 丸谷秀人（きららルート）、御剣ヒロ（硯ルート）
- シナリオアシスト - 十睡みちたか、おくとばす、来夢みんと、紺野アスタ
- SD原画 - 鳥取砂丘
- メカデザイン - フヂロウ
- グラフィックチーフ - 八島タカヒロ
- グラフィック - さえきそれなり、夏桜、涼晶
- 背景美術 - 美峰、まーと、夏桜
- インターフェースデザイン - さえきそれなり
- BGM - EXELION
- BGMディレクター - 毛利
- オープニング／エンディングムービー - どせい
- セカンドディレクター - Yow
- 企画・ディレクター - 朝妻ユタカ

## 主題歌
オープニングテーマの「Winter Bells♪」を作曲したのはおおくまけんいちである。おおくまはこれを「サンタさんたちの一方的な愉悦の歌」として作曲し、作詞担当のMinao Ohseにフォローされたという。おおくまは特に、歌詞の中の「パパやママには内緒だけど―」というフレーズを取り上げ、「優しい詩を書いてくださる方とコンビを組ませていただいて、本当にありがたかった」と語っている。おおくまの記憶によれば、「でぃーんどーん、だーんどーん」のコーラスを発案したのはYowである。この試みは好評であったという。
そして「Winter Bells♪」の合唱バージョンがグランドエンドで流れる。ななみ役の羽鳥空・りりか役の有栖川みや美・硯役の七原ことみ・きらら役の榊るなが同曲を合唱する。朝妻は、『伝説の勇者ダ・ガーン』や『カレイドスター』の最終回が好きで、（キャストによる合唱を）一度はやってみたかったと述べている。PULLTOPでは『てとてトライオン!』がいち早く実現しており、羨ましかったという。
クライマックスシーンで流れる2枠の楽曲は、演出意図に沿いBGMとボーカル曲に1曲ずつ割り振られており、後者が癒月の歌う挿入歌「Precious Night」である。「Precious Night」に関して、朝妻は「泣き虫ディレクターの涙腺決壊ソング。泣いた泣いた、キャロリングのところで100回くらい泣いた。」と、2017年に振り返っている。
オープニングテーマ「Winter Bells♪」
作詞 - Minao Ohse / 作・編曲 - おおくまけんいち / 歌 - 茶太
挿入歌「Precious Night」
作詞 - Minao Ohse / 作・編曲 - 岩垂徳行 / 歌 - 癒月
エンディングテーマ「Starry Fairy Tale」
作詞 - Minao Ohse / 作・編曲 - 石井裕樹 / 歌 - ゆうか
グランドエンディングテーマ「Winter Bells♪ 合唱バージョン」
作詞 - Minao Ohse / 作・編曲 - おおくまけんいち / 歌 - 羽鳥空、有栖川みや美、七原ことみ、榊るな
※初回限定版『しろくまベルスターズ♪ Xmas Box』に同梱されたサウンドトラックに、4曲のフルバージョンが収録されている。

## サウンドトラック
本作の楽曲は飛行シーンを意識したものが多いのが特徴である。例えば星空の夜間飛行をイメージして作られた「Twinkle Holy Night」が、ななみのおにぎり、きららとの共鳴シーンなど、ここぞというところで使われている。逆に自己主張のない曲としては「雪割草」などが用意されており、こちらは様々なシーンで多用されたという。主題歌のアレンジが3曲ある。「for Fairytale」は、朝妻にとってはアイのテーマであるという。

## 制作

### 企画
制作当時のPULLTOPには2つの開発ラインが存在した。一つは椎原旬・たけやまさみライン、そしてもう一つが朝妻・藤原ラインである。
本作の企画は朝妻ラインにおいて2006年2月頃に始まった。昼食時の朝妻らの会話がなんとなく新企画のネタ出しの流れになり、グラフィッカーの冴木（さえきそれなり）が「サンタ物とかどうです？」と発言したところ、これがPULLTOPのブランドカラーである「楽しい雰囲気」「幸せな世界観」にもそぐうことからよしとされ、企画の具体化が始まった。朝妻はシナリオライターのJ・さいろーに連絡を取った。さいろーは『ゆのはな』のシナリオを手掛けた経緯があった。
当時進行中だった『かにしの』の開発が佳境に入ったことから、一度休眠期間を経て、『かにしの』発売後に企画書が上がる。社内コンペを通過したのは2006年12月頃であった。このとき、敗れた企画の中には、のちに萌えゲーアワード大賞を受賞することになる『この大空に、翼をひろげて』もあった。
本作のコンセプトは「幸せ」である。朝妻ライン前作の『かにしの』では「閉鎖的な環境に置かれて抑圧されていたヒロインたちの解放と、幸せに至るまでの過程」というアプローチだったのに対して、本作では「人々に幸せを贈り届けるヒロインたちが、やがて自分たちも幸せになる過程」――「幸せの循環」を温かく描くアプローチを採用することにした。『ゆのはな』に近いハートウォーミングな方向性であった。
タイトルはスタッフ全員でアイデアを出し合い、最終的には朝妻が決定した。いくつかの案のチャンポンであるとされている。『てとてトライオン!』がライオンだったので、引き続き動物の名前を使ったという。

### 開発
サンタものというビジュアルイメージと、キャッチコピーでもある「幸せをめぐる物語」というテーマから具体的な世界観やキャラクターを詰めていった。シナリオ担当と原画担当の間には、サンタに対するイメージの相違があった。J・さいろーの初期案はサンタとトナカイがエアバイクを駆るアクション活劇であったが、藤原は牧歌的なおとぎ話の世界を考えており、このふたつが真っ向から対立したという。朝妻が折衷案を出し、さいろーにも「ここ」は藤原のラインだという遠慮があったことから、藤原案に寄せる形でまとまったという。
当初はヒロイン3人の企画（2007年2月末の段階では硯はまだサブヒロインだった）であったが、スケジュールとボリュームの問題で複数ライターになることは避けられなかった。さいろーは『ゆのはな』で組んだ丸谷に助力を求めた。もう一名、御剣ヒロは『てとてトライオン!』でシナリオのアシスタントをしていた経緯があり、ヒロインが4人に増えた時点で、本作で1ルート任せてみようということになった。
メカニックデザインは『マブラヴ オルタネイティヴ トータル・イクリプス』に参加していたフヂロウが務めた。さいろーが、友人に適任者の紹介を頼んだところ、フヂロウの名前が挙げられ、自身も面識があったことから、依頼したものである。ただしカペラのベースデザインは藤原である。
さいろーはメインライターとして御剣らのシナリオにも関与したが、その結果自身の担当範囲に相当の遅れをきたし、複数のライターが追加投入されることになった。

#### キャラクターメイキング
中井冬馬

星名ななみ

月守りりか

柊ノ木硯

鰐口きらら

## 反響

### 売り上げ
本作は発売月（2009年12月）の売り上げにおいて、PCpressの集計では5位、Getchu.comの集計では6位、『TECH GIAN』の集計では5位、『BugBug』の集計では3位、『PUSH!!』の集計では2位を記録した。発売年（2009年）においては、Getchu.comの集計では年間32位であり、『BugBug』の集計では年間上位20位の圏外であった。なお、これらの集計において販売本数は明らかにされていない。PCPressは、クリスマスという季節感もありブランドへの期待通りのセールスを記録したと報告している。

### 人気投票
| 部門名       | Getchu.com | TECH GIAN | BugBug    |
| ------------ | ---------- | --------- | --------- |
| 総合         | 圏外/15位  | 圏外/20位 | 23位/40位 |
| シナリオ     | 圏外/10位  | 圏外/10位 | 27位/30位 |
| グラフィック | 圏外/10位  | 圏外/10位 | 部門なし  |
| 音楽         | 圏外/10位  | 圏外/10位 | 圏外/20位 |
| システム     | 圏外/10位  | 圏外/10位 | 圏外/30位 |
| ヴォイス     | 部門なし   | 部門なし  | 圏外/20位 |
| ムービー     | 圏外/10位  | 部門なし  | 部門なし  |
| エッチ       | 圏外/10位  | 圏外/10位 | 圏外/40位 |
| キャラクター | 0人/10位   | 0人/10位  | 1人/40位  |

本作は発売月（2009年12月）のユーザー人気投票において、Getchu.comの2位を獲得した。発売年（2009年）の人気投票においては、Getchu.comでは全部門で圏外、『TECH GIAN』では全部門で圏外、『BugBug』では総合23位・シナリオ部門27位・キャラクター部門30位（星名ななみ）を獲得し、その他の部門では圏外であった（表：「2009年の美少女ゲーム人気投票における本作の位置」に一覧を示す）。また、『PUSH!!』の読者アンケートの集計では上位10位の圏外であった。

### 批評
『とんがりギャルゲー紀行』（2020年、ジーウォーク）を著しているライターの松田ゆのじが、2020年の同連載記事において本作をレビューしている。松田は「PULLTOPなりのクリスマスを描いたユニークな世界観と心温まるストーリーが楽しめる」と評し、癒やしが欲しいときに薦めたいと述べている。また松田は、「エロゲーでサンタ服姿の女の子が描かれることは数多くありますが、大半はコスプレ衣装としての登場です」と指摘し、本作は本物のサンタ少女が登場する点で珍しいとしている。

## 関連アイテム

### CD
キャラクターソングCD『ジングルベルスターズ♪』
2009年8月14日、コミックマーケット76にて発売。ヒロイン4人のキャラクターソングのフルバージョン／カラオケバージョン、計8曲を収録。
- 星名ななみキャラクターソング「Sugary Bitter Sweet」

歌 - 星名ななみ（羽鳥空） / 作詞 - Minao Ohse / 作・編曲 - おおくまけんいち / ギター - 福田康文
- 月守りりかキャラクターソング「聖夜のスペシャルシューティングスター」

歌 - 月守りりか（鷹月さくら） / 作詞 - 夕野ヨシミ（イオシス） / 作・編曲 - ARM（イオシス）
- 柊ノ木硯キャラクターソング「Another Christmas」

歌 - 柊ノ木硯（七原ことみ） / 作詞 - RUCCA / 作・編曲 - 菊田大介（Elements Garden）
- 鰐口きららキャラクターソング「タカラモノ」

歌 - 鰐口きらら（榊るな） / 作詞 - marie / 作・編曲 - MANYO（LittleWing）

### 書籍・小説
『しろくまベルスターズ♪』ショートストーリー
『PUSH!!』2009年4月号〜10月号に隔月連載（全4話）。ヒロイン4人をそれぞれ主人公にしたショートストーリー。
コミカライズ版『しろくまベルスターズ♪』
著：PULLTOP / 作画：琴の若子 / 発売元：双葉社
『コミックハイ!』Vol.52（2009年8月号）にプロローグを掲載後、Vol.53（2009年9月号）からVol.66（2010年10月号）まで連載。アクションコミックス全2巻。
1. 2010年7月12日発行（2010年7月12日発売）、ISBN 978-4-575-83789-6[37]
2. 2010年12月11日発行（2010年12月11日発売）、ISBN 978-4-575-83847-3[38]

『しろくまベルスターズ♪ ビジュアルファンブック』
2010年4月28日発売 / 編集：ポストメディア編集部 / 発売元：一迅社 / ISBN 978-4758011709
ゲーム本編や各種販促用イラストCG、キャラクター・ストーリー紹介、設定資料、原画家・シナリオライター座談会、声優インタビューなどを収録。
ライトノベル『しろくまベルスターズ♪ おもちゃぱにっく』（ハーヴェストノベルズ）
2010年7月15日発売 / 著：塚井やすし / イラスト：藤原々々、田嶋安恵、魚、相音うしお、双龍 / 監修：PULLTOP / 発売元：ハーヴェスト出版 / ISBN 978-4434146527
ライトノベル『しろくまベルスターズ♪ くまっく騒動』（なごみ文庫）
2010年9月10日発売 / 著：持田康之 / イラスト：藤原々々 、Ixy / 監修：PULLTOP / 発売元：ハーヴェスト出版 / ISBN 978-4434146534